# Кринички (Ивано-Франковская область)
Кринички (укр. Кринички) — село в Матеевецкой сельской общине Коломыйского района Ивано-Франковской области Украины.
Население по переписи 2001 года составляло 32 человека. Занимает площадь 2,8 км². Почтовый индекс — 78291. Телефонный код — 03433.